# Турье (Львовская область)
Турье (укр. Тур'є) — село в Стрелковской сельской общине Самборского района Львовской области Украины.
Через село течёт река Топольница (приток Днестра).
Население по переписи 2001 года составляло 1510 человек. Занимает площадь 5,5 км². Почтовый индекс — 82087. Телефонный код — 3238.

## История
Первое упоминание о Турье относится к 1345 г.